# Eurocopter Cougar

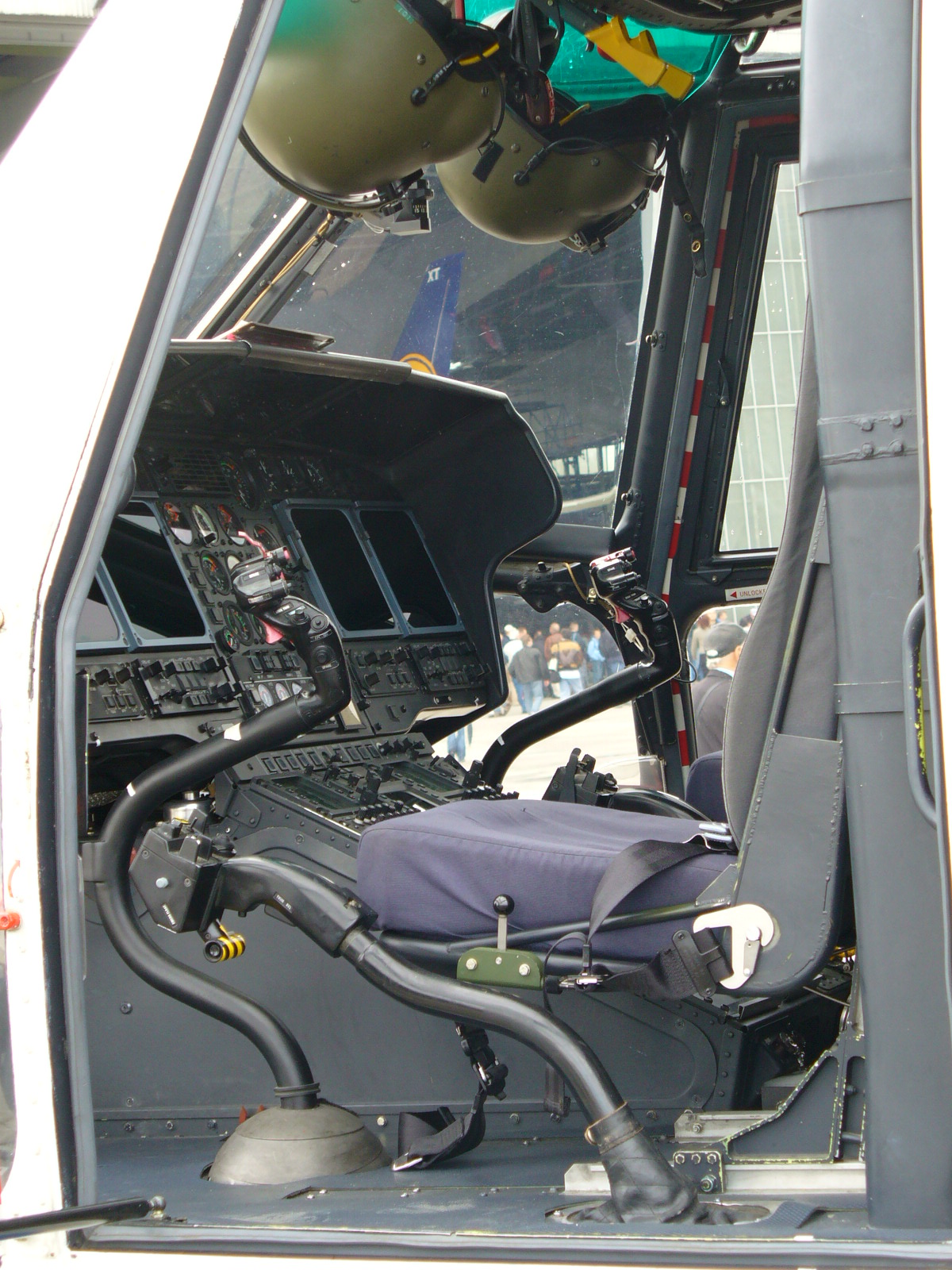
Een blik in de cockpit van de Cougar.

De Eurocopter Cougar AS 532U2 is een tweemotorige militaire transporthelikopter die in 41 krijgsmachten wereldwijd zeer actief wordt gebruikt. Het toestel is belastbaar met lichte tot middelzware ladingen die onder de romp worden aangehaakt.

## Geschiedenis
In 1965 werd de SA 330 Puma helikopter ontwikkeld, bestemd voor middelzware tactische ondersteuning. De helikopter was vooral bedoeld voor het vervoer van militairen en materieel in de gevechtszone. Later werd het ontwerp van de Puma in 1978 aangepast (verlengd en verzwaard) en het resultaat werd de AS 332 Super Puma. Uit dit toestel werd later weer een specifieke militaire versie doorontwikkeld; de AS 532U2 Cougar.

## Algemeen
De taken van de Cougar zijn troepenverplaatsing en herbevoorrading. Daarnaast kan hij worden ingezet voor gewondentransport en assistentie bij brandbestrijding.
De 5 in het typenummer AS 532U2 van de Cougar geeft aan dat het de militaire versie is van de AS 332 Super Puma. AS staat voor de originele ontwerper van het toestel, het Franse Aerospatiale. De U staat voor utility-helikopter en de 2 verwijst naar het upgrade level.
In het buitenland worden diverse andere versies van de Cougar gebruikt, zoals een uitvoering als vliegend radarplatform en als anti-schip helikopter.
De Cougar heeft een intrekbaar landingsgestel. De vierbladige hoofdrotor en staartrotor kunnen een beschieting met een 20mm-kanon of een 12,7mm-machinegeweer doorstaan. De luchtinlaten van de twee turbinemotoren zijn ontworpen om het inzuigen van zand of ijs tegen te gaan. De helikopter is voorzien van een vierassige automatische piloot, die de bemanning verlichting in werkdruk kan geven tijdens operationele inzet.
De helikopter is ontworpen om zware klappen te kunnen overleven; daarom zijn alle essentiële systemen dubbel uitgevoerd en is de romp zo ontworpen dat inzittenden zijn beschermd tegen een botsingssnelheid tot 11,4 m/s. Ook kunnen de rotor krachtoverbrengingen (main en tailgearbox) zonder smering 30 tot 90 minuten blijven functioneren.

## Gebruik bij de Koninklijke Luchtmacht (NL)
De Koninklijke Luchtmacht schafte in de jaren negentig zeventien Eurocopter AS-532U2 Cougars aan bij Eurocopter France. De toestellen werden in 1996 en 1997 geleverd. Ze zijn ingedeeld bij het 300 squadron, onderdeel van het Defensie Helikopter Commando. De Vliegbasis Gilze-Rijen is hun thuisbasis. Voor zeven stuks zijn opblaasbare drijvers aangeschaft, opdat ze gebruikt kunnen worden vanaf de amfibische transportschepen van de Koninklijke Marine. De Nederlandse Cougars kunnen worden bewapend (zie uitrusting en bewapening).
In 2001 was een Nederlandse Cougar-eenheid met vijf toestellen ingezet in Bosnië in het kader van de Stabilization Force (SFOR). Een van de voornaamste taken was medische evacuatie door het Incident Response Team (IRT). 
Ook werd in 2004 een Nederlands Cougar detachement met vijf toestellen gelegerd op de basis Tallil in zuidwest Irak. Sinds 2006 werd een detachement van vijf toestellen toegevoegd aan de Nederlandse Air Task Force tijdens de oorlog in Afghanistan. Zij ondersteunden Nederlandse en andere ISAF-militairen vanuit Kandahar en Uruzgan.
De Cougar is ook inzetbaar voor brandbestrijding en kan worden voorzien van een zogenoemde bambi bucket, een flexibele watercontainer die onder de helikopter hangt. De bambi bucket van de Cougar kan 2500 liter water bevatten. In 2005 zijn twee Cougars ingezet bij bestrijding van bosbranden in Portugal, en in 2007 in Griekenland. In 2010 werden Cougars in eigen land ingezet bij een duinbrand bij Schoorl en bij een grote brand op de Strabrechtse Heide.

## Uitrusting en bewapening
De Cougar is ongeschikt als gevechtshelikopter en dus alleen uitgerust met summiere bewapening en middelen voor zelfbescherming.
De hoofdrotor is uitgevoerd in zogenaamde articulated spheriflex; een zeer slagvaste soort glasvezel. De motoren zijn voorzien van een Digital Engine Control Unit en de cockpit is voorzien van een Integrated Flight and Display System.
De zelfbeschermingsmiddelen zijn het Integrated Self Protection System (ISPS). Dit computergestuurde systeem bestaat uit het Missile Approach Warning System (MAWS), de Radarwarning Receiver en de Advanced Counter Measure Set (ACMS). Tevens beschikt een Cougar over flares (aangestuurd door MAWS) en chaff (aangestuurd door de RWR).
Als eventuele bewapening kunnen twee FN MAG 7.62mm-mitrailleurs in de geopende zijdeuren en 70mm raket van Forges de Zeebrugge worden meegevoerd.
Een Cougar in de CLSK standaard configuratie is geschikt voor transport van:
- twee bemanning plus twintig passagiers
- twee bemanning plus zestien militairen met bepakking en wapens

In operationele configuratie is hij geschikt voor transport van:
- vier bemanning operationeel plus tien  militairen met bepakking en wapens of veertien militairen en zonder bepakking
- vier bemanning plus een verpleegkundige plus een arts/anesthesist plus drie zittende patiënten plus drie liggende patiënten

## Toekomst
Wegens bezuinigingen bij Defensie werd besloten dat de Cougars te duur waren en daardoor zouden worden afgeschaft. Echter, aangezien de Cougars dusdanig onmisbaar waren, werden ze niet afgeschaft maar voortaan gebruikt voor SOF taken. De oorspronkelijke transporttaken worden uitgevoerd door de CH-47F Chinook.